# Les Leçons persanes
Pour plus de détails, voir Fiche technique et Distribution.
Les Leçons persanes (en russe : Уроки фарси ; en allemand : Persischstunden) est un film germano-biélorusso-russe réalisé par Vadim Perelman et sorti en 2020. Le film est basé sur l'œuvre de théâtre radiophonique de Wolfgang Kohlhaase, Création d'une langue (Erfindung einer Sprache).
Il est présenté en avant-première lors de la Berlinale 2020.

## Synopsis
En 1942, durant la Seconde Guerre mondiale, en France occupée, Gilles (Nahuel Pérez Biscayart), le fils d'un rabbin d'Anvers, qui souhaite fuir pour la Suisse, se voit arrêté avec d'autres juifs par des soldats allemands. Il échappe à la fusillade dans une forêt en affirmant aux soldats qu'il n'est pas juif mais persan. Ce mensonge lui sauve la vie, car l'officier Klaus Koch (Lars Eidinger), qui organise le repas des soldats allemands et des prisonniers dans un camp de transit, recherche quelqu'un pour lui apprendre le persan (farsi), dans le but de partir en Iran ouvrir un restaurant à Téhéran une fois la guerre terminée. Un des soldats essaye de faire douter l'officier de la nationalité réelle de Gilles, qui doit inventer et retenir des mots de vocabulaire de plus en plus nombreux. Il se voit confier la tenue des registres des juifs et déportés qui arrivent et qui partent du camp, se servant de leurs noms pour mémoriser le vocabulaire de la langue qu'il invente. Il parvient à convaincre l'officier, qui le protège quand les déportés sont envoyés dans des camps d'extermination.

## Fiche technique
Sauf indication contraire, les informations mentionnées dans cette section peuvent être confirmées par la base de données cinématographiques IMDb,  présente dans la section « Liens externes ».
- Titre français : Les Leçons persanes[2],[3]
- Titre original : Persischstunden
- Titre russe : Уроки фарси, Uroki farsi
- Réalisation : Vadim Perelman
- Scénario : Ilya Zofin
- Musique originale : Evgueni et Sacha Galperine
- Sociétés de production : Hype Film, LM Media, ONE TWO Films, Belarusfilm
- Pays de production :  Allemagne,  Russie,  Biélorussie
- Langue de tournage : allemand, français
- Durée : 127 minutes
- Dates de sortie :
  - Allemagne : 22 février 2020 (Berlinale 2020), 24 septembre 2020 (sortie nationale)
  - Russie : 8 avril 2021
  - France : 19 janvier 2022

## Distribution
- Nahuel Pérez Biscayart : Gilles
- Lars Eidinger : Klaus Koch
- Alexander Beyer : Commandant
- Jonas Nay : Max Beyer
- Leonie Benesch : Elsa
- Lola Bessis : Melanie
- Nico Ehrenteit : Obersturmführer Krupp
- Ingo Hülsmann : Sturmbannführer Farber
- Giuseppe Schillaci : Marco
- David Schütter : Paul
- Felix von Bredow : Untersturmführer Siemens
- Mehdi Rahim-Silvioli : Nathan

## Accueil

### Accueil critique
En France, le site Allociné recense une moyenne des critiques spectateurs de 4/5.

## Distinctions
- Festival International War on Screen 2020 : Prix du public et Mention spéciale du Jury international